# Sewai
Sewai é uma vila no distrito de Hazaribag, no estado indiano de Jharkhand.

## Demografia
Segundo o censo de 2001, Sewai tinha uma população de 8784 habitantes. Os indivíduos do sexo masculino constituem 53% da população e os do sexo feminino 47%. Sewai tem uma taxa de literacia de 76%, superior à média nacional de 59,5%: a literacia no sexo masculino é de 82% e no sexo feminino é de 68%. Em Sewai, 14% da população está abaixo dos 6 anos de idade.